# Pusztavámi tömeggyilkosság
A pusztavámi tömeggyilkosság 1944. október 16-án lezajlott esemény, amelynek során egy SS-alakulat agyonlőtte az eredetileg Jolsván felállított, később pedig Pusztavámra szállított, zsidó orvosokból, gyógyszerészekből és mérnökökből álló munkaszolgálatos század tagjait. Az áldozatok száma 199, más források szerint 216 volt.

## Az esemény lefolyása
Az eredetileg Jolsván felállított munkaszolgálatos egység Pusztavám községben állomásozott, amikor 1944. október 15-én Horthy Miklós kormányzó parancsot adott a Honvédségnek a szovjet csapatok elleni harc felfüggesztésére. Az egység tagjai a helyzetet úgy értelmezték, hogy a háború véget ért, és ünnepelték az eseményeket. A nap végére azonban Szálasi Ferenc német segítséggel átvette a hatalmat, és Magyarország részvétele a második világháborúban tovább folytatódott.
A megváltozott helyzetben az egység egy része – Thermann László főhadnagynak, az alakulat parancsnokának hallgatólagos beleegyezésével – megszökött. A németekhez húzó helyi lakosok a Székesfehérváron állomásozó SS-alakulatnak jelentették, hogy a községben „zsidólázadás” tört ki. Másnap, október 16-án reggel Pusztavámra kiszállt egy SS-század, amelynek vezetője haditörvényszéket tartott és mintegy tíz percnyi „tárgyalás” után a zsidó munkaszolgálatosokat bűnösnek mondta ki lázadás bűntettében, és valamennyiüket halálra ítélte. Thermann tiltakozása ellenére az elítélt munkaszolgálatosokat teherautón egy közeli homokbányába vitték, ahol levetkőztették, majd agyonlőtték őket. A ruhákat a helyi lakosság között szétosztották. A holttesteket két nappal később egy ukrán egység temette el. Az áldozatok számában eltérnek a források: egy lista 199 nevet sorol fel, más források viszont 216 halottról számolnak be. Az áldozatokat 1947-ben exhumálták, majd a budapesti Kozma utcai izraelita temetőben újratemették őket.

## Felelősségre vonások
A tömeggyilkosságot a csendőrség még 1944 októberében kivizsgálta, de az ügyet lezárta azzal, hogy megállapította, az elkövetők a német fegyveres erők tagjai voltak. 1946-ban azután népbírósági eljárás indult az ügyben. Ennek keretében elítéltek négy pusztavámi volksbundistát, akik jelen voltak a kivégzésnél, bár nem tisztázott, hogy részt vettek-e a gyilkolásban. Ők a tárgyalás idejére már elmenekültek az országból. Vádat emeltek Thermann főhadnagy ellen is, de őt végül felmentették, amikor tisztázódott, hogy nem volt szerepe a gyilkosságokban. A SS-katonák ellen nem indult eljárás az ügyben.